# Canossavandring

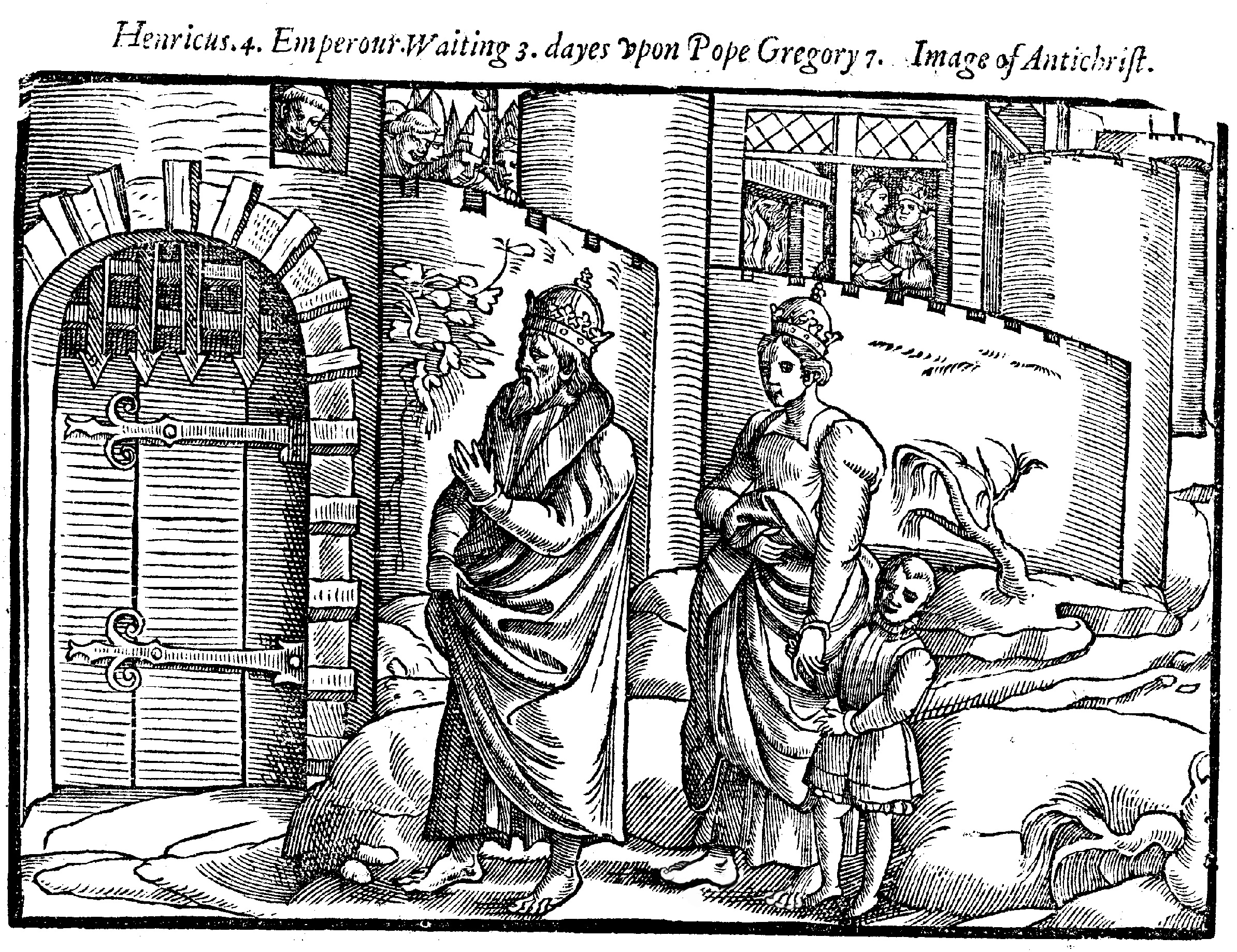
Avbildning av kejsaren Henrik IV, tillsammans med Bertha av Savojen och den framtida Konrad II, utanför slottet i Canossa.

Canossavandringen inträffade i januari 1077 när den tysk-romerske kejsaren Henrik IV vandrade barfota genom snön till Matilda av Toscanas borg Castello di Canossa i norra Italien, där påven Gregorius VII befann sig, för att göra avbön. Bakgrunden var den så kallade investiturstriden. Tillsättningen av biskopar och andra lokala kyrkoämbeten hade historiskt varit en uppgift för kyrkan, men under medeltiden skedde det i praktiken på många platser efter påtryckningar från lokala adelsmän. På 1070-talet ledde detta till en maktkamp mellan den tysk-romerske kejsaren och påven. Påven bannlyste kejsaren. Kejsaren, tillsammans med Bertha av Savojen och den unge framtida Konrad II av Italien, vandrade genom bergen för att möta påven och be om förlåtelse.
Den historiska botgörarvandringen har gett upphov till begreppet "att göra en Canossavandring". Uttrycket "att gå till Canossa" betyder att göra avbön eller att förödmjuka sig och myntades senare av den tyske rikskanslern Otto von Bismarck i tyska riksdagen 14 maj 1872, "Till Canossa går vi inte". 